# Буровий верстат

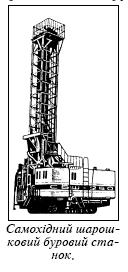
Буровий верстат

Бурови́й верста́т (станок) (рос. буровой станок, англ. drill, borer, drilling rig, drillrig; нім. Bohrgerät n) — машина для буріння підривних і гірничотехнічних свердловин різного призначення (зокрема, геологорозвідувальних), а також шпурів при відкритих та підземних розробках корисних копалин.
В залежності від типу породоруйнівного інструмента розрізнюють Б.в. шнекові (буріння різанням), шарошкові, пневмоударні, гідроударні, вогневі, комбіновані (термомеханічні).
Б.в. мають електричний або дизельний привод. За конструктивним виконанням розрізняють такі Б.в.: з торцевим, патронним або роторним обертальним пристроєм. Найбільш розповсюджені перші два типи.
Застосовується на підземних гірничих роботах і в кар'єрах, а також в дорожному і гідротехнічному будівництві. Перспектива розвитку пов'язана із застосуванням гідроударних бурильних машин, систем автоматич. керування, гідропривода вузлів, створенням верстатів-роботів.
В Україні виробництвом бурових верстатів займається Discovery Drilling Equipment (м. Стрий, Львівська область).